# フェリックス・プロハスカ
フェリックス・プロハスカ（Felix Prohaska, *1912年5月16日 ウィーン – †1991年1月24日 ウィーン）はオーストリアの指揮者。
作曲家である父カールより音楽教育を受け、ピアノをエドゥアルト・シュトイアーマンに、音楽理論をエゴン・コルナウトに師事した。
1936年から1939年までグラーツ歌劇場においてコレペティートルとして働いた後、1939年から1941年までデュースブルクの、1941年から1943年までストラスブールやプラハ、ザルツブルクの歌劇場で指揮者を歴任した後、1946年から1955年までウィーン・フォルクスオーパーの指揮者となった。1955年から1961年までフランクフルト・アム・マインの音楽総監督代理を務め、次いでハノーファーの音楽学校に勤め、1964年から1967年まで再びウィーンのフォルクスオーパーに復帰していた後、1965年から1974年まで再びハノーファーの歌劇場に勤めた。短期間ウィーンの音楽大学や音楽院で教鞭を執った。
バッハやモーツァルト、シューベルト、マーラーの、現在では古典となった録音を遺している。